# Wende Snijders
Pour les articles homonymes, voir Snijders.
Wende Snijders, née le 10 octobre 1978 à Beckenham (Londres), est une chanteuse de variétés néerlandaise. Son prénom Wende est son nom d’artiste.

## Biographie
Née en Angleterre, Wende Snijders passe son enfance en Indonésie et en Guinée-Bissau, où elle fréquente une école française. Elle s’installe ensuite avec ses parents aux Pays-Bas et poursuit ses études à Zeist, dans la province d’Utrecht, puis à l’Académie voor Kleinkunst à Amsterdam où elle étudie la chanson française. En 2001, elle remporte le premier prix et le prix du public du concours de la Chanson organisé par l’Alliance française d’Amsterdam. En 2005 son premier album Quand tu dors gagne le prix Edison dans la catégorie « chanson ». La même année elle gagne le prix BAT et le prix Zonta. Son deuxième album (La Fille noyée, 2006) remporte un Edison Jazz Award.
Wende chante en français, reprenant souvent les grands classiques de la chanson française, notamment de Jacques Brel, en anglais, en néerlandais.

## Discographie

### Albums
- Quand tu dors, 2004
- La Fille noyée, 2005
- De Liedjes uit het Verschil, 2007
- Chante ! 2008
- No 9, 2009
- Last Resistance, 2013

### Singles
- La Vie en rose, 2004
- Alleen de Wind Weet, 2007
- Roses in June, 2009

### DVD
- Au suivant, 2005
- De Wereid Beweegt, 2008